# Система футбольных лиг Бразилии
Система футбольных лиг Бразилии организована Бразильской конфедерацией футбола. Она представлена четырьмя дивизионами, объединяющими 100 профессиональных клубов.

## Система национальных лиг
| Уровень | Дивизионы                  | Дивизионы                  | Дивизионы                  | Дивизионы                  | Дивизионы                  | Дивизионы                  | Дивизионы                  | Дивизионы                  |
| ------- | -------------------------- | -------------------------- | -------------------------- | -------------------------- | -------------------------- | -------------------------- | -------------------------- | -------------------------- |
| 1       | Серия A 20 клубов          | Серия A 20 клубов          | Серия A 20 клубов          | Серия A 20 клубов          | Серия A 20 клубов          | Серия A 20 клубов          | Серия A 20 клубов          | Серия A 20 клубов          |
| 2       | Серия B 20 клубов          | Серия B 20 клубов          | Серия B 20 клубов          | Серия B 20 клубов          | Серия B 20 клубов          | Серия B 20 клубов          | Серия B 20 клубов          | Серия B 20 клубов          |
| 3       | Серия C Группа A 10 клубов | Серия C Группа A 10 клубов | Серия C Группа A 10 клубов | Серия C Группа A 10 клубов | Серия C Группа B 10 клубов | Серия C Группа B 10 клубов | Серия C Группа B 10 клубов | Серия C Группа B 10 клубов |
| 4       | Серия D Группа A 5 клубов  | Серия D Группа B 5 клубов  | Серия D Группа C 5 клубов  | Серия D Группа D 5 клубов  | Серия D Группа E 5 клубов  | Серия D Группа F 5 клубов  | Серия D Группа G 5 клубов  | Серия D Группа H 5 клубов  |

## Система лиг чемпионата штатов
В Бразилии помимо национальных футбольных лиг существуют чемпионаты штатов. Они контролируются футбольными федерациями своих штатов, и не входят в состав КБФ.
| Уровень | Дивизионы |
| 1       | Акри · Алагоас · Амазонас · Амапа · Баия · Гояс · Мараньян · Мату-Гросу · Мату-Гросу-ду-Сул · Минас-Жерайс · Пара · Параиба · Парана · Пернамбуку · Пиауи · Рио-де-Жанейро · Риу-Гранди-ду-Норти · Риу-Гранди-ду-Сул · Рондония · Рорайма · Сан-Паулу · Санта-Катарина · Сеара · Сержипи · Токантинс · Федеральный округ · Эспириту-Санту |
| 2       | Акри · Алагоас · Амазонас · Баия · Гояс · Мараньян · Мату-Гросу · Мату-Гросу-ду-Сул · Минас-Жерайс · Пара · Параиба · Парана · Пернамбуку · Рио-де-Жанейро · Риу-Гранди-ду-Норти · Риу-Гранди-ду-Сул · Рондония · Рорайма · Сан-Паулу · Санта-Катарина · Сеара · Сержипи · Токантинс · Федеральный округ · Эспириту-Санту                 |
| 3       | Гояс · Минас-Жерайс · Парана · Рио-де-Жанейро · Риу-Гранди-ду-Сул · Сан-Паулу · Санта-Катарина · Сеара |
| 4       | Сан-Паулу |